# جويل كوينيو
جويل كوينيو (مواليد 11 يوليو 1950) حكم سابق لكرة القدم (كرة القدم) من فرنسا. وهو أشرف على ثماني مباريات في كأس العالم، واحدة في عام 1986، وثلاث في عام 1990 وأربع في عام 1994.

## روابط خارجية
- جويل كوينيو على موقع Soccerway.com (الإنجليزية)
- الملف الشخصي باللغة الألمانية